# ريتشارد دبليو. بولاك
ريتشارد دبليو. بولاك (بالإنجليزية: Richard W. Pollack)‏ هو قاضي ومحامي أمريكي، ولد في 2 يوليو 1950.